# Joseph Keter
Joseph Keter, född den 13 juni 1969, är en kenyansk före detta friidrottare som tävlade i hinderlöpning.
Keter hade en kort friidrottskarriär och han deltog bara vid ett internationellt mästerskap nämligen vid Olympiska sommarspelen 1996. Där lyckades han slå landsmannen och den regerande världsrekordhållaren Moses Kiptanui. 

## Personliga rekord
- 3 000 meter hinder - 8.05,99